# أوزانون
أوزانون هي بلدة في مقاطعة غيجدفان في ولاية بخارى في أوزبكستان.